# گنیون، کبک
گنون، کبک (به انگلیسی: Gagnon, Quebec) یک منطقهٔ مسکونی در کانادا است که در شهرستان کانیاپیسکو واقع شده‌است. گنون ۳۹٫۰۰ کیلومتر مربع مساحت دارد.